# Peter Gardosch

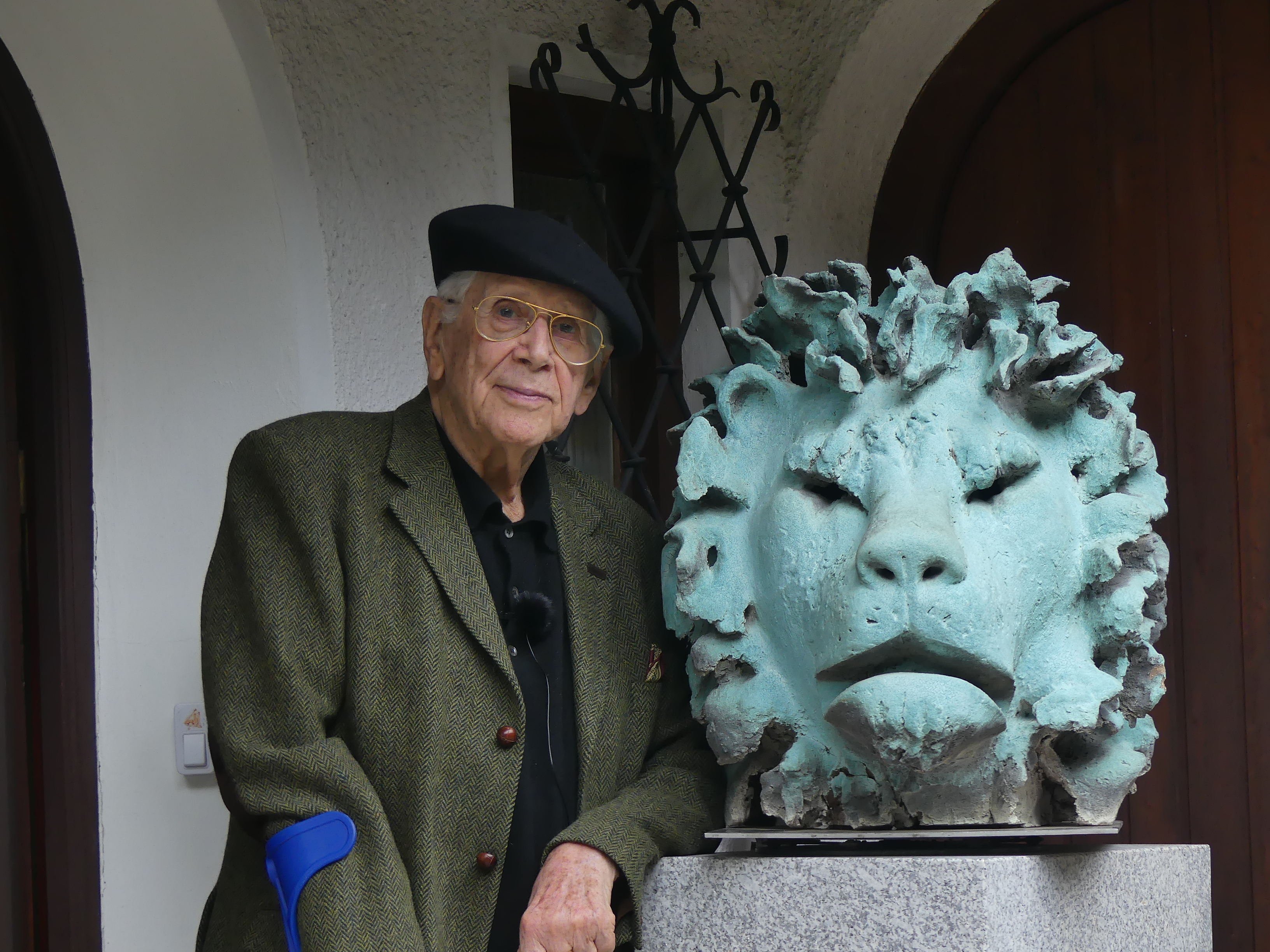
Peter Johann Gardosch, 2021

Peter Johann Gardosch (geboren am 8. November 1930 in Neumarkt am Miresch, Rumänien; gestorben am 15. November 2022 in Bad Belzig) war ein Holocaust-Überlebender.

## Leben
Peter Johann Gardosch wurde 1930 als Kind einer gutbürgerlichen jüdischen Familie in Neumarkt am Miresch (rumänisch: Târgu Mureș, ungarisch: Marosvásárhely) in Siebenbürgen in Rumänien geboren. Im Juni 1944 wurde die Familie ins KZ Auschwitz deportiert, wo seine Mutter, Schwester und Großmutter sofort ermordet wurden. Gardosch überlebte, da er sich drei Jahre älter ausgab. Nahe dem Hungertod meldeten sich er und sein Vater freiwillig zu einem Arbeitskommando in Auschwitz nach Kaufering (Außenlager von Dachau). Nach 19 Tagen kamen beide über das KZ Dachau ins KZ-Außenlager Kaufering III. Dort wurden von den Häftlingen halbunterirdische Bunker für die Herstellung von Kampfflugzeugen der Nazis errichtet. Da Peter Gardosch die deutsche Sprache gut beherrschte, wurde er zum Gehilfen eines SS-Mannes der Lagerkommandantur und musste dadurch leichtere Arbeiten verrichten, was ihm nach eigenen Aussagen vermutlich das Leben rettete. Auf einem Todesmarsch konnte er mit vier Häftlingen, einer davon war sein Vater, sowie zwei SS-Männern fliehen. Sie versteckten sich bis Kriegsende im Kloster in Fürstenfeldbruck. Anschließend kehrte Gardosch nach Ungarn zurück. Im Jahr 1963 wanderte er mit seiner Familie nach Israel aus und kehrte anschließend nach Deutschland zurück. Hier arbeitete er als Unternehmensberater in einem großen Bauunternehmen in Friedrichshafen. Im hohen Alter fing er an, in der Öffentlichkeit mithilfe von Veröffentlichungen und Schulbesuchen über seine Erlebnisse als KZ-Gefangener zu sprechen.

## Werke
- 2004: Die Wiedergutmachung. Roman; veröffentlicht unter dem Pseudonym Peter Herzog
  - 2011: Die Wiedergutmachung. Autobiografischer Roman; veröffentlicht als Peter Johann Gardosch
- 2019: Mit 13 durch die Hölle. Ein autobiografischer Roman bis in die Zeit der Wiedergutmachung. Hartung-Gorre-Verlag, Konstanz.

## Filme
- Das bewegende Leben des Peter Gardosch. Von Auschwitz nach Landsberg, von Jerusalem nach Berlin. Dokumentarfilm von Max Kronawitter, 90 min. Ikarus-Filmproduktion, Deutschland 2022.